# 大布呂肯廷湖

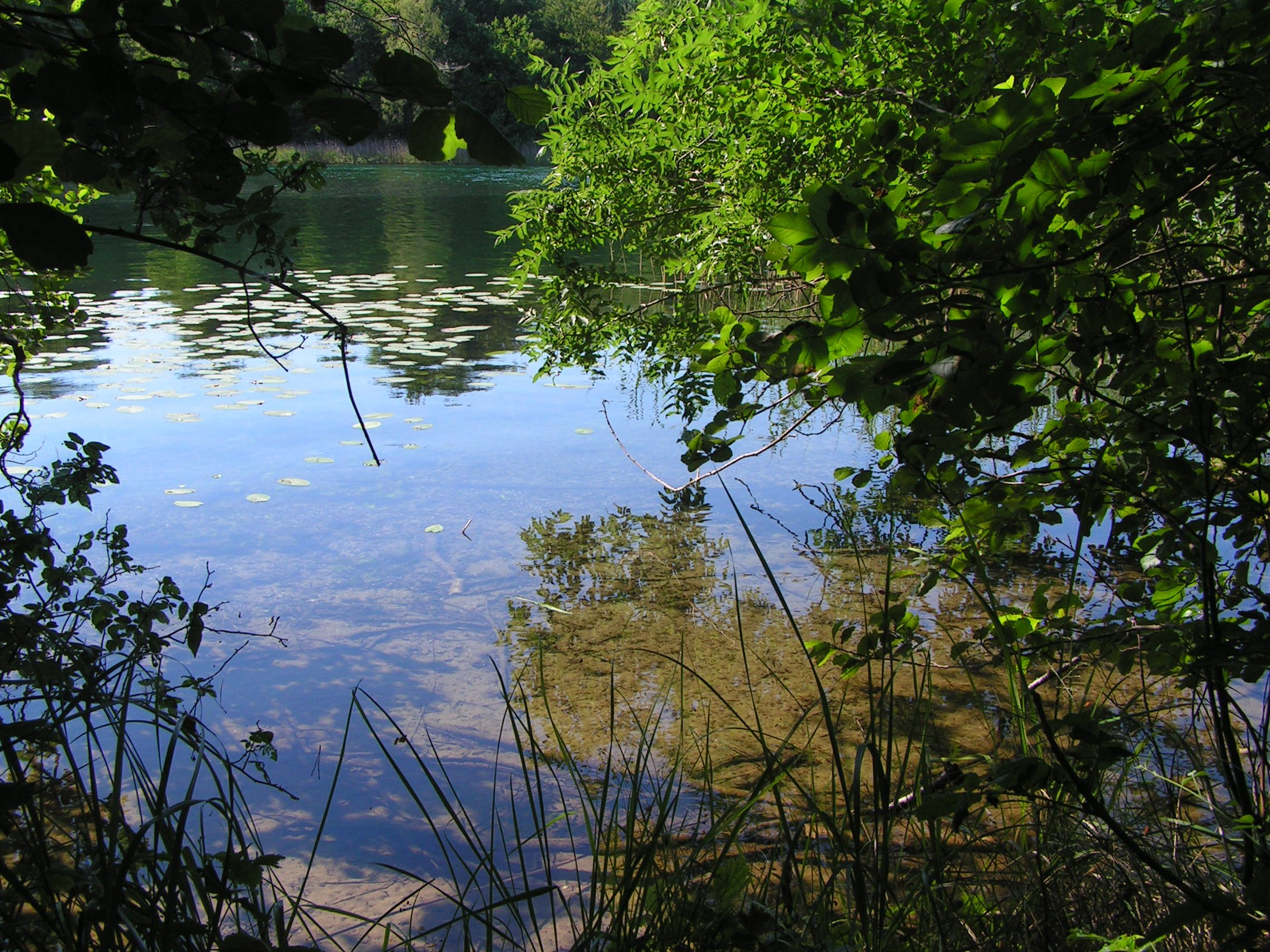

53°15′31″N 13°14′35″E / 53.25861°N 13.24306°E
大布呂肯廷湖（德語：Großer Brückentinsee），是德國的湖泊，位於該國東北部，由梅克倫堡-前波美拉尼亞州負責管轄，處於梅克倫堡湖區縣，長2.3公里、寬0.8公里，面積1.3平方公里，海拔高度60米，平均水深11.6米，最大水深29.4米，水體容量1,551萬立方米。